# Phauloppia xinjiangensis
Phauloppia xinjiangensis är en kvalsterart som beskrevs av L. Wang, Zheng, X. Wang, X. Zhang och Wen 1990. Phauloppia xinjiangensis ingår i släktet Phauloppia och familjen Oribatulidae. Inga underarter finns listade i Catalogue of Life.